# مقر الحكومة في كانيبرا
مقر الحكومة هو المقر الرسمي للحاكم العام لأستراليا. يقع في ضاحية يارالوملا في مدينة كانبيرا في إقليم العاصمة الأسترالية، ويحيط به 54 هكتارًا (130 فدانًا) من الحدائق. أضيف مقر الحكومة والأراضي المرتبطة به إلى قائمة تراث الكومنولث في 22 يونيو 2004.
في مقر الحكومة، يرأس الحاكم العام لأستراليا اجتماعات المجلس التنفيذي الاتحادي، ويعقد مناسبات لتقديم الأوسمة ضمن وسام أستراليا وما يرتبط به من الأوسمة العسكرية والشجاعة والمدنية الأسترالية. يستقبل الحاكم العام أيضًا رؤساء الدول الزائرين وغيرهم من كبار الشخصيات ويتلقى أوراق اعتماد السفراء لدى أستراليا، بالإضافة إلى ذلك، يعتبر مقر الحكومة بمثابة مكان للضيافة للأفراد من خلفيات متنوعة.
يقيم ملك أستراليا تشارلز الثالث ورؤساء الدول الأجنبية في مقر الحكومة عند القيام بزيارات رسمية إلى كانبيرا.

## تاريخ
بين عام 1901، عندما ظهر الكومنولث الأسترالي إلى الوجود، وعام 1927، كان البرلمان الأسترالي يجتمع في ملبورن عاصمة ولاية فيكتوريا. وكانت معظم المكاتب الحكومية موجودة في ملبورن، كما كان مبنى مقر الحكومة في ملبورن يعد بمثابة المقر الرسمي للحاكم العام.
 عندما تم اختيار المنطقة التي سُميت باسم كانبيرا في عام 1913 لتكون موقع عاصمة أستراليا المستقبلية - بالإضافة إلى 910 ميلاً مربعاً (2,358 كيلو متر مربع) من الأراضي المستأجرة من ولاية نيو ساوث ويلز (NSW) لتشكيل عاصمة الإقليم الأسترالي - اشتركت حكومة الكمنولث بشكل إجباري في محطة يارالوملا، وهي ملكية رعوية كبيرة يعود تاريخها إلى ثلاثينيات القرن التاسع عشر. تم ترميم منزل يارالوملا الحالي المبني من الطوب، والذي كان قد بدأ في أول الامر كمنزل ريفي/عائلي، وسع فيما بعد وتحويله إلى مسكن للنائب الملكي.
بسبب الحرب العالمية الأولى والظروف الاقتصادية السلبية بعد الحرب التي سادت في أعقابها مباشرة، لم تنتقل الحكومة الفيدرالية إلى كانبيرا من ملبورن حتى عام 1927. وفي ذلك الوقت فقط بدأ الحاكم العام باستخدام يارالوملا كمقره الرسمي، وإن كان على أساس محدود في البداية. واستمر الحاكم العام في العيش بين عامي 1927 و 1930 بشكل أساسي في مقر الحكومة في ملبورن، بينما ينتقل للإقامة في يارالوملا فقط في فترات انعقاد البرلمان الأسترالي. وفي عام 1930، تم إعادة مبنى مقر الحكومة في ملبورن أخيراً إلى حكومة ولاية فيكتوريا لتستخدم من قِبل حاكم مقاطعة فيكتوريا.
ومع ذلك، فقد اجتمع أعضاء مجلس الوزراء الاتحادي في مقر الحكومة (المعروف آنذاك باسم دار يارالوملا) في 30 كانون الثاني / يناير 1924، في مناسبة برئاسة رئيس الوزراء بالنيابة،إيرل بايج. كان هذا قبل ثلاث سنوات من افتتاح مبنى البرلمان وتحول كانبيرا لتصبح العاصمة الوطنية.

## تاريخ الموقع

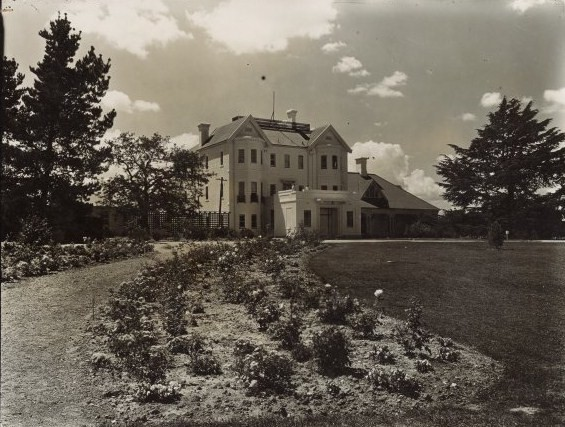
منزل الحكومة كما ينظر إليها من الجانب الأيسر في عام 1927.

اشتملت خطة المعماري الأمريكي والتر بيرلي جريفين على توفير مبنى حكومي مثير للإعجاب وهادئ وذلك بالنسبة إلى خططه لمدينة كانبيرا الحديثة. وكان من المقرر أن يوضع المبنى في منطقة حكومية مخصصة ويزود بالمناظر الخلابة في مساحات كانبيرا المفتوحة ذات المناظر الطبيعية والبحيرة المركزية. ولكن، كما هو الحال مع الكثير من التخطيط الذي وضعه برلي غريفين لرأس المال الوطني، تدخلت الاعتبارات المالية ولم يتم تنفيذ العمل المتفق عليه.
وقد بدأ المنزل الحالي الخاص بنائب الملك الجزء المحوري من بنائه كدار جملونية - مزدوجة الشكل على طراز العصر الفيكتوري، أقامهما في عام 1891 غرايزر فريدريك كامبل وكان في ذلك الوقت مركزًا لمحطة خراف عاملة. في السابق، كان الموقع الذي تم الاستيلاء عليه من قبل منزل يارالوملا قد تم احتلاله من قبل منزل أنيق مبني على الطراز الجورجي مع شرفات شاغرة من الجانبين، وسقف مغطى بالصفائح الخشبية وصفوف من النوافذ الفرنسية مليئة بالستائر، وقد عاشت فيه عائلتي موراي وغيبس المترابطين من عام 1837 حتى نهاية عام 1881.
كان أوغسطس أونسلو مانبي «غوسي» غيبس (1827-1896) قد اشترى محطة يارالوملا للأغنام وعائلته من صهره، (السير)تيرينس أوبري موراي، في 1 يوليو 1859 بحوالي 20,000 جنيه إسترليني. (كان يتعين دفع ثمن الشراء على 12 قسطاً؛ أنظر مكتب أراضٍ نيو ساوث ويلز وأعمال النظام القديمة والكتاب رقم 81 والرقم 300). قام «جوسي» جيبس بإدخال تحسينات على يارلوملا بالإضافة إلى تشغيل قطعان واسعة من الأغنام في المزرعة وربي الخيول للسوق الهندي وجمع الإيجارات من المزارعين المستأجرين، كما قام بزراعة الشجيرات والأشجار المزخرفة بين شجر أكاليبتوس الموجود في الأصل في المزرعة. وتركزت هذه النباتات على شجرة أرز دودار مهيبة لا تزال واقفةً في جنوب المنزل حتى وقت كتابة هذا التقرير.

فيما بعد، تدهورت حالة جوسي جيبس الصحية مع بزوغ عقد الثمانينات في القرن التاسع عشر وقرر بيع مقتنياته الريفية والسفر إلى الخارج لفترة طويلة مع ابنة أخته (ومدبرة المنزل) ليلى موراي. لذلك، في 8 نوفمبر 1881، تمكن فريدريك كامبل - الذي كان يدير محطة خرافدانترون المجاورة لعمه وعمته - من شراء يارالوملا من صديقه جيبس مقابل أربعين ألف جنيه إسترليني. (أجرى كامبُل دفعة مالية مقدارها 10000 جنيه إسترايني على العقار، حيث تم دفع بقية سعر الشراء بالتقسيط، وقد استغرقته هذه العملية سنين طويلة حتى عام 1911: انظر NSW LTO، أفعال النظام القديمة، الكتاب 607، رقم 942.)

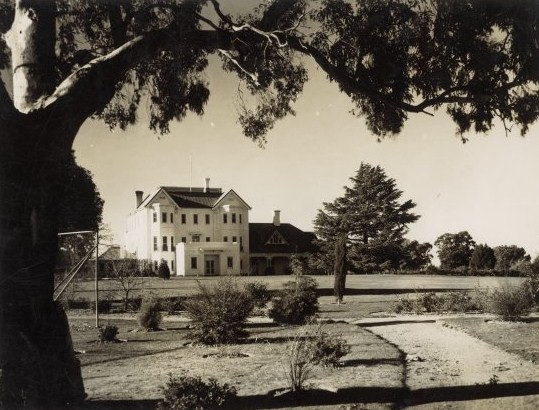
مقر الحكومة كما يبدو من الواجهة الامامية في عام 1927

على عكس جيبس، كان كامبل رجلاً متزوجا لديه عائلة متزايدة تحتاج إلى مكان لإستيعابها، فقام بهدم جزءًا من منزل يارالوملا القديم في عام 1890 وفي العام التالي أنهى بناء منزل من ثلاثة طوابق من الطوب الأحمر على الموقع. وتُظهر سجلات مِلكية الأراضي الحكومية في نيو ساوث ويلز أن كامبل اقترضت أموالاً من غيبس (ومن أحد اصهار غيبس كذلك، أوغسطس بيرني، وهو ضابط في دائرة الجمارك في سيدني) للمساعدة في دفع تكاليف مشروع البناء وفي عام 1899 دمر كامبل ما تبقى من المنزل الأصلي واستبدله بتمديد طوب كبير إلى البيت الرئيسي، كما تم بناء حظيرة خشبية مثيرة للإعجاب من قبل كامبل في تسعينيات القرن التاسع عشر لخدمة قطعان الغنم في يارالوملا وتقع الحظيرة بالقرب من ضفاف نهر مولونغلو أسفل سد سكريفنر.
اشترت حكومة الكومنويلث يارامولا من السيد كامبول في عام 1913. وقررت استعمال منزل كامبول الفارغ كمكان إقامة موقت للحاكم العام لأستراليا. وبناء على ذلك، شيد مبنى أخر مكون من ثلاثة طوابق خلف المبني الحالي وتم تشيد بوابة مدخل جديدة على الواجهة الجنوبية. وتم أيضًا تشيد مبنى منفصل غربي الهيكل وبناء بيوت للموظفين. منذ عشرينات القرن الماضي تم توسيع المبني وتجديده عده مرات؛ ولكن الهيكل الأساسي للبيت الذي بنى سنة 1891 لا يزال يمكن رؤيته بوضوح عندما ينظر إليه من الجنوب.

وكان اللورد ستونهافن هو أول حاكم عام يعيش في المنزل، وكان حاضرًا في افتتاح المجلس المؤقت الجديد للبرلمان (الذي أصبح الآن بيت البرلمان القديم) في كانبيرا في عام 1927. وكان السيد إسحاق ايساكس، المولود في أستراليا، هو أول حاكم عام يعيش في دار حكومية لفتره كاملة. ويظل المنزل صغيرا بالمقارنة بدار الحكومة في ملبورن، مما دفع الحكام المتعاقبون العامون وزوجاتهم إلى الشكوى من أوجه القصور التي تشوبه كمكان للترفيه الرسمي. ولم تنفذ الخطط الخاصة بالمؤسسات الكبيرة والدائمة الملكية كنتيجة للصعوبات الاقتصادية الناجمة عن الكساد الكبير الذي حدث في أواخر العشرينات والثلاثينات. كما أن الأزمة الخطيرة التي فُرضت علي أمن أستراليا خلال الحرب العالمية الثانية أوقفت القيام بالمزيد من الأعمال.

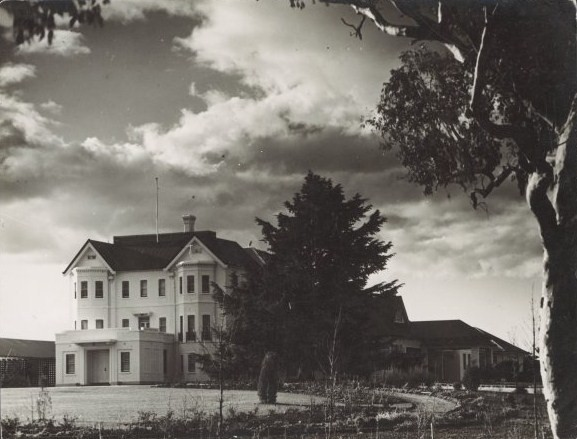
مقر الحكومة من الجانب الأيمن في عام 1927

وفي عام 1927، مكث دوق ودوقة يورك (لاحقًا الملك جورج السادس والملكة اليزابيث) في المنزل عندما زارا كانبيرا لاِفتتاح مبنى البرلمان المؤقت. وقبل وصولهم إلى المنزل، تم إدخال تحسينات واسعة النطاق وذلك لضمان أن يوفر المبني معيارًا للإقامة يتناسب مع أفراد الاسرة المالكة. وقد أشرف علي هذه التحسينات المهندس المعماري للكومنولث آنذاك، جون سميث مردوخ. أما الأثاث فقد تم تصميمه من قبل روث لين بول، وهي من لجنه العاصمة الاتحادية. وقد حافظت على النمط السائد في ذلك الوقت ألا وهو «النمط المخطط الكلاسيكي»، بالإضافة إلى إضفاء المزيد من الديكورات الداخلية الرسمية لغرف الاستقبال الرسمية، وبالنسبة إلى الغرف السكنية الخاصة فقد ساد فيها النمط المخطط الأخف. (وكانت لين بول مسؤولة أيضًا عن الجزء الداخلي للودج، وهو مكان الإقامة الرسمي لرئيس الوزراء.)

وقد بنيت غرفة جلوس خاصة في عام 1933 بناءً علي طلبٍ من السيدة إيزاك، وذلك علي شرفة المدخل الجنوبي للمنزل، والتي تمتد للجنوب عبر الحدائق إلى سلاسل جبال بريندابيلا ووراء سفوح جبال الألب الاسترالية.

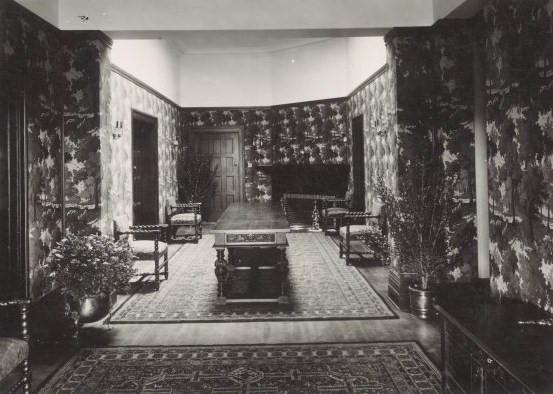
مدخل القاعة الرئيسية كما صور في عام 1927.

وفي عام 1939، تم تجديد مقر الحكومة مجددًا على نطاق واسع وتوسيعه في إطار «النمط الكلاسيكي المخطط» والذي كان نموذجيا في المباني العامة مبكرًا في كانبيرا، وذلك على يد إي إتش هندرسون، كبير مهندسي فرع الاشغال والخدمات بوزارة الداخلية. عاش اللورد جوري في المنزل في ذلك الوقت ولم يكن يعتبر كبيرا بما يكفي ليرقى لسقف المتطلبات التي بُنى من أجلها. وبالتالي تم هدم «ملحق كامبول 1899» وأقيم بديل عنه أجدد وأكبر حجمًا من القديم. وتم تكبير غرفة الرسم، في حين تم وضع المزيد من غرف النوم بالطابق الثاني، وبُنى مدخل رسمي جديد على الجانب الشمالي. أيضًا، تم إجراء تعديلات إضافية على المبني الحالي، حيث أضيف مشتلٌ في الطابق الثالث ووسعت غرفة الطعام.
كل هذه التغييرات إلى يارالوملا قد دفعها التعيين الوشيك لدوق كينت ليكون الحاكم العام القادم. كان من المقرر أن يخلف اللورد جوري في أوائل عام 1945. ومع ذلك مات الدوق في حادثة تحطم طائرة باسكتلندا عام 1942 أثناء الخدمة في الحرب العالمية الثانية وحصل أخوه الأكبر دوق جلوكستر على منصبه. واكتملت التغيرات في وقت وصول الدوق جلو كستر وزوجته.
وفي التسعينات تم تصميم مبني المحكمة العليا الجديد بواسطة رودجر برجرام وذلك (بأسلوب الطاز المعماري القديم) ولقد تم تشييد مباني السكرتارية العامة ومبني الحاكم العام بصورة مشابه لهيئة الموظفين الأداريين.
لقد أكد بعض النقاد أن الحكومة الحالية تنتقصها الأمتيازات واوحدة المعمارية، ومن وقت إلي آخر يتم وضع اقتراحات لانشاء مقر حكومة جديد. وإلي وقتنا الحالي ولا واحدة من هذه الاقتاحات وضعت في حيز التنفيذ بواسطة السلطات.

## المنزل

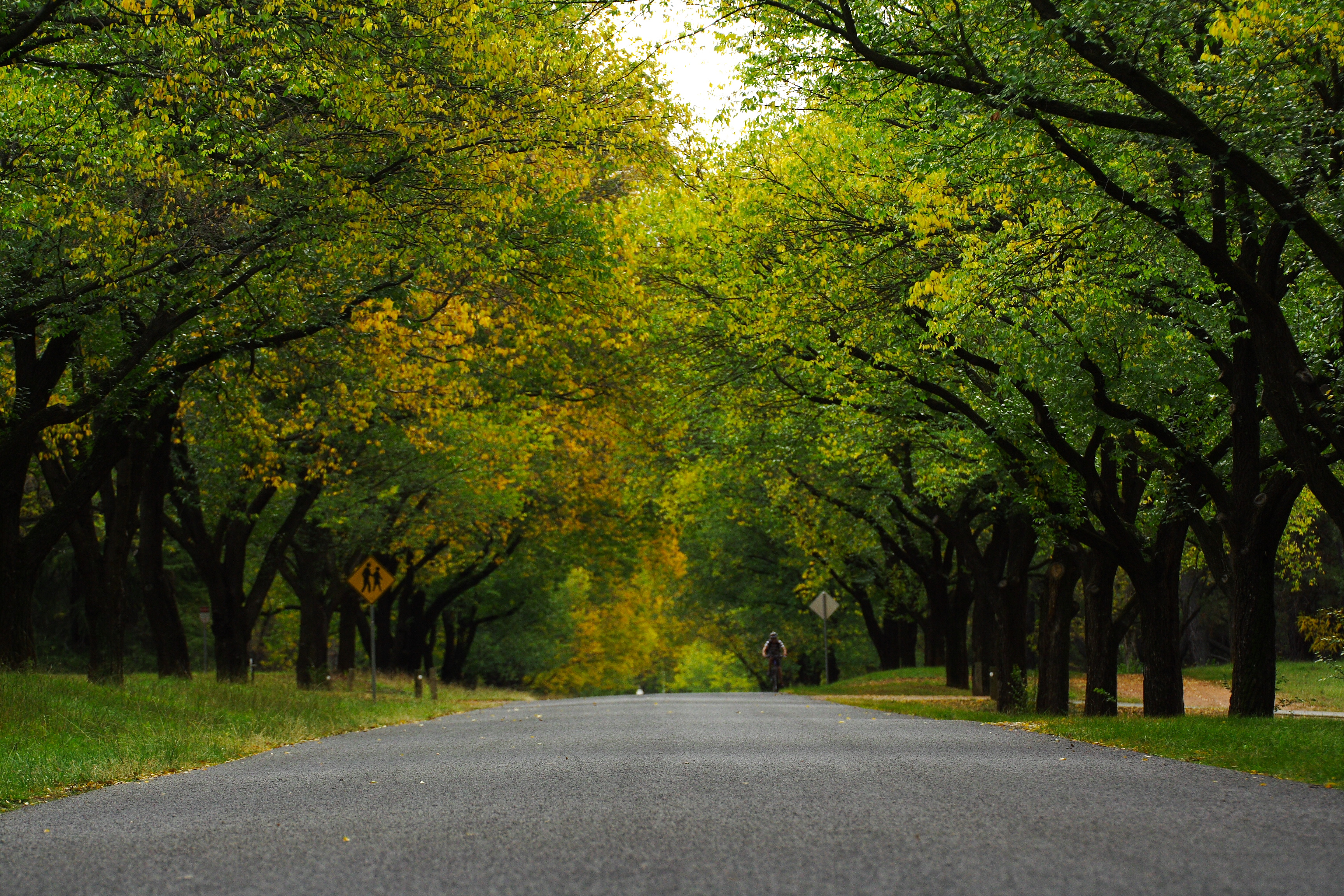
دار الحكومة يتصل بكانبيرا عبر طريق دنروسل.

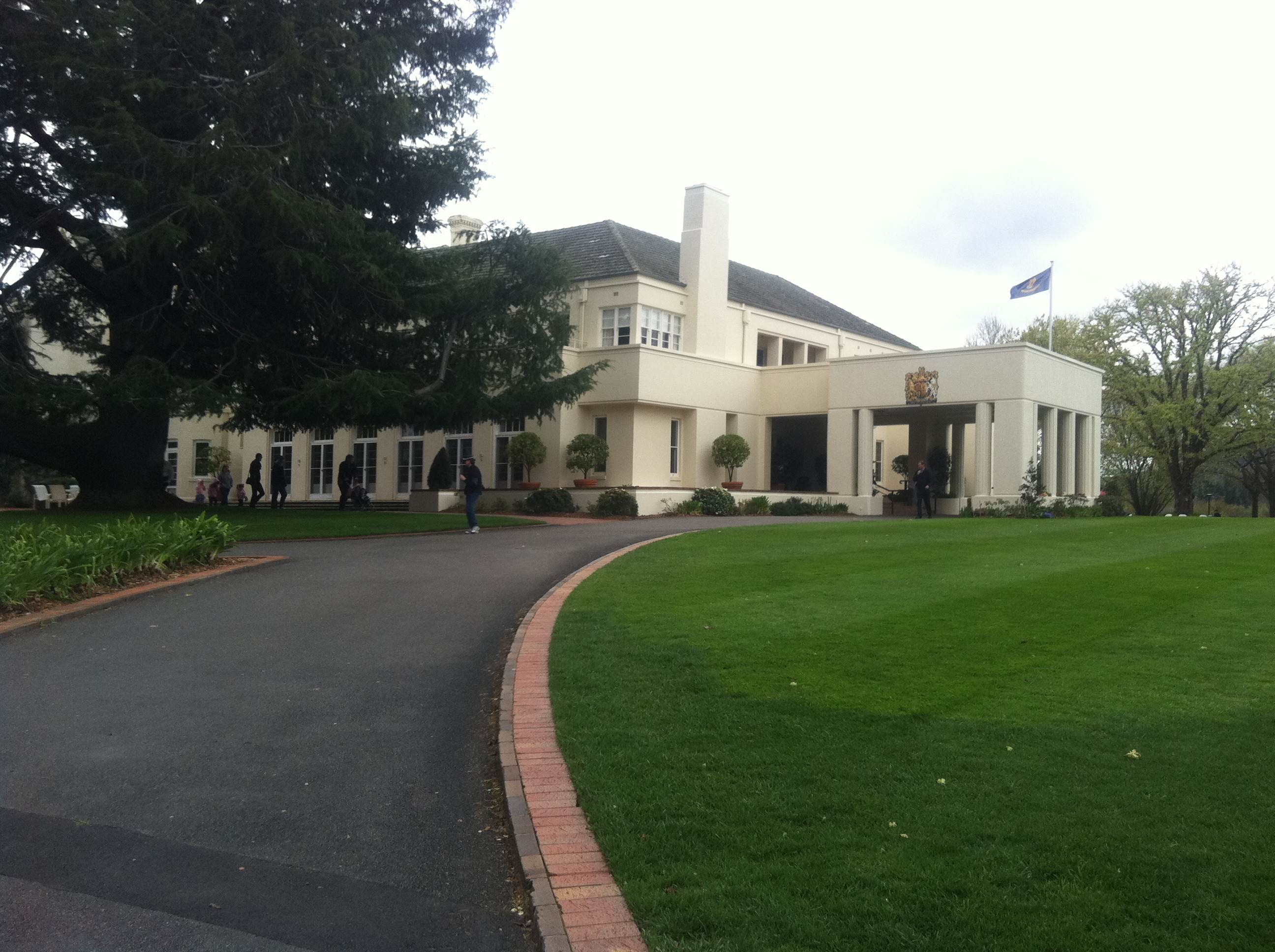
دار الحكومة في أيلول / سبتمبر 2011. العلم يدل على أن الحاكم العام في الإقامة.

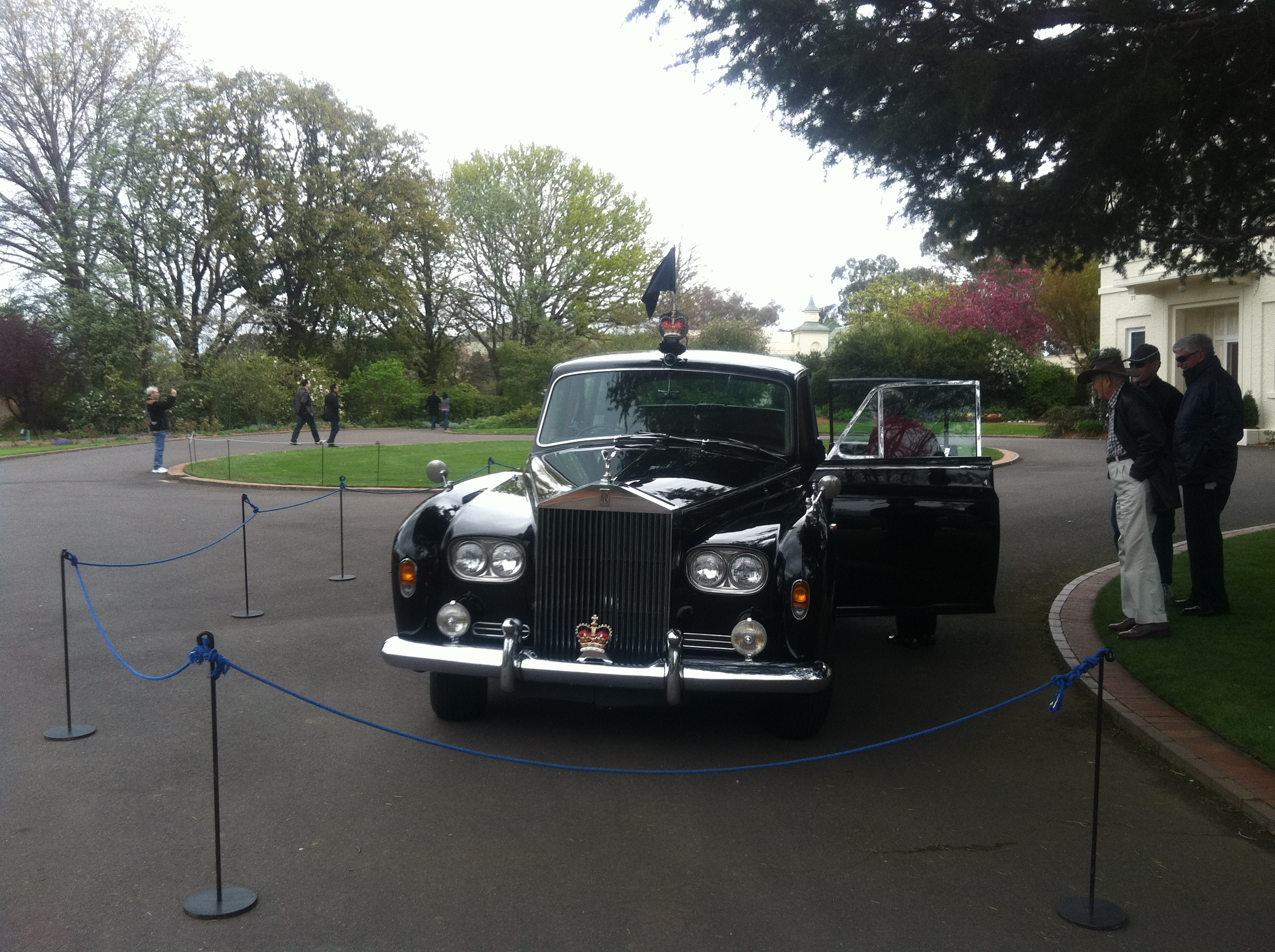
الحاكم العام رولز-رويس في الممر في دار الحكومة

يقع مقر الحكومة في الجنوب الشرقي لكانبرا، في ضاحية يارالوملا ويقع علي شواطئ بحيرة بيرلي غريفن باتجاه الجنوب ويصل إلي طريق دان روسيل الخاصة. وسمي فيما بعد باسم الحاكم الأسترالي الوحيد لورد دان روسيل والذي مات بالمكتب. ومن المدخل إلي الحدائق هناك بوابات حديدية مزينة بمعاطف وأذرع للعائلة الحاكمة والكومنولت وكوخ حارس الباب الامامي ويزين المنعطف المؤدي للمنزل بنباتات الزينة الخضراء والحدائق.
ويتكون مقر الحكومة من مبنى رئيسي مبني من الطوب، شيد بواسطة فريدريك كامببيل ما بين عامي 1890 -1891 علي بقايا المسكن الأصلي المتبقي من ثلاثينات القرن التاسع عشر. ولقد وُسِع البيت في عام 1899 وأيضا أثناء العقد الثاني من القرن العشرين. تم إنشاء بعض الإضافات بين العقدين الثالث والرابع من القرن العشرين. ولقد تم تغطية كل هذه القواعد بطبقة من الأسمنت وطلاء باللون القشدي. وكذلك تم تلوين السقف باللون الأخضر.
يقع مبني الدخول إلي مبني الحكومة في الشرق، ويتم حماية المبني بواسطة مدخل رئيسي للسيارات ومن خلال المبني يوجد مجموعة من الخطوات للوصول إلي أبواب الدخول الرئيسية.
وعند المشي طويلا إلي منتصف البيت توجد قاعة الدخول الرسمية المغطاة بألواح خشبية ومجهزة بأعمال فنية وأثاث أسترالي، وتشمل أثر فني، للرجل الحائز على جائزة اركيبلاد السيد ويليم دارغي، وهي لوحة تدعي (صورة واتل)لإليزابيث الثانية، ملكة أستراليا وصورة أخرى للأمير فيليب، دوق إندبرة
ويعقد في حجرة الرسم احتفالات رسمية مثل التنصيب الوزاري، حفالات الاستقبال وحفالات التكريم. وحجرة الرسم معلق فيها رسومات مرسومة بواسطة فنانين استرالين وتحتوي علي أمثلة للأثاث الأسترالي قديم الطراز.
وتؤدي حجرة الرسم إلي ممر خاص يتكون من سلسلة من الحجرات التي تؤدي إلي واجهة المبني الجنوبي مع صورة واضحة لمرتفعات بريندابيلا عبر صالة المدخل الرئيسي. وأيضا هذه الحجرات معلق بها لوحات ورسوم لفنانين استرالين وتحتوي علي أثاث من الطراز العتيق وأيضا اشياء أخرى ذات أهمية. 
وخلف الممر يوجد حجرة خاصة بفترة الصباح وكذلك حجرة طعام صغيرة. تتميز غرفة الطعام الصغيرة هذه بمجموعة من لوحات الفنانين الأستراليين الأصليين. وتؤدي هذه الغرف إلى البهو الرئيسي.
وعلى جانب بحيرة المنزل توجد«غرفة الطعام الرئيسية» والتي تتميز بنافذة كبيرة تطل على بحيرة بيرلي غريفين التي تؤدي إلى التراس. كما أن في الطابق الارضي مناظر مطلة على البحيرة وبه توجد غرفة دراسة الحاكم العام، حيث يعمل نائب الحاكم الملكي ويستقبل الزوار، وأيضا به غرفة الجلوس التي ترتبط بدهليز يوصل لعدد من المكاتب وخدمة الغرف.
وتحتوي الطوابق العليا من مبنى الحكومة على غرف إقامة خاصة وغرف للضيوف.
كما أن المفروشات والديكورات الخاصة بمقر الحكومة تمثل طائفة واسعة من الفنانين الأستراليين والحرفيين بدءا من الفترة الاستعمارية وحتى يومنا هذا مما يعد تنوعا غنيا في الأساليب. كما يضم مجموعة كبيرة من الأعمال الفنية لفنانين أصلهم من أستراليا. وقد قدمت المؤسسات الثقافية بما في ذلك معرض أستراليا الوطني، والمكتبة الوطنية في أستراليا وصندوق أستراليا، الكثير من الأثاث والأشياء الفنية التي تضفي البهجة على المنزل.
من بين الفنانين الذين يعرضون أعمالهم في دار الحكومة، إي. فيليبس فوكس وتوم روبرتس وسير آرثر ستريثون وسير ويليام دارجي ومارغريت بري ستون وروبرت باني ونيكولاس شواليه ودبليو بي. ماكينة والليوث جروني وسيراليون ليندس والسير بير ترام ماكينات والسير هانس هجسن ولوجد ريز وفريدريك ويليام وآرثر بوجد والسير سيدني نولان وليونارد فرنس وجاستن أوبراين وراي كروك، جون داوي، جوني وفرانكوا تجوب ورولا، مارغريت أولي، برو هارت، يالا يالا جيبس تجونجاريي وتشارلي تجارارو وبادي تجاراريجون سيمز.

## الحدائق

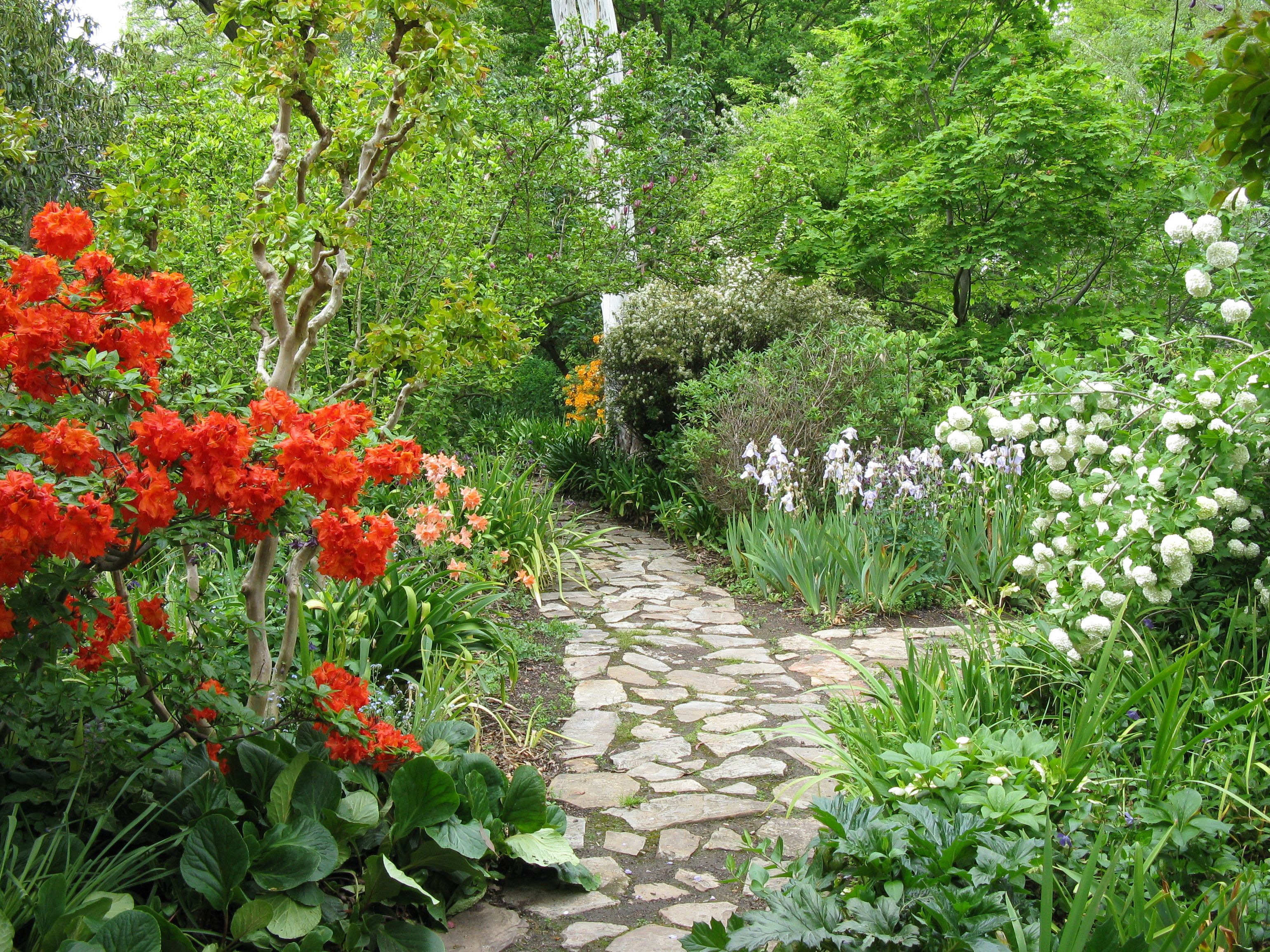
صورة لقسم السيدة جوري في حديقة مقر الحكومة، التقطت في أكتوبر من عام 2009

ويحيط المنزل أراضي واسعة ذات مناظر طبيعية. تم ابتكارها ووضعها في مكانها من قبل تشارلز ويستون الاختصاصي بأعمال البساتين. وقد زرعت العديد من الأشجار في الحدائق من قبل كبار الشخصيات الزائرة. وتشمل الأراضي المزروعة أشجارًا واسعةً ومروجًا شاسعة، والتي توفر آفاقاً باتجاه جبل بلاك في الشمال ومرتفعات بريندابيلا في الجنوب
تم إنشاء «الحديقة البرية» أو «الحديقة الإنجليزية» من قبل السيدة غوري، وتضم نصبًا تذكاريًا لباتريك هور-روثفن، وهو الابن الوحيد للحاكم العام والسيدة غوري والذي قتل في الحرب العالمية الثانية. كما تأثر تصميم هذه الحديقة بعمل إدنا والينج وبول سورنسون. وقد وضعت الحدائق الأخرى من قبل الحُكام العامين المتعاقبين وأزواجهم. على سبيل المثال، تم تطوير الحديقة والتراسات على ضفاف البحيرة، في الوقت الذي كانت بحيرة بيرلي غريفين مليئة بالمياه في أوائل الستينيات، خلال فترة ولاية اللورد دو ليل. تم إجراء مزيد من التطورات على المدرجات خلال فترة السير نينيان ستيفن في الثمانينيات.

## وصلات خارجية
- الموقع الرسمي للحكومة البيت
- الوطنية الرسمية الإدراج في قائمة التراث[وصلة مكسورة]
- روث لين بول
- على Australiana الصندوق